# 穆西河

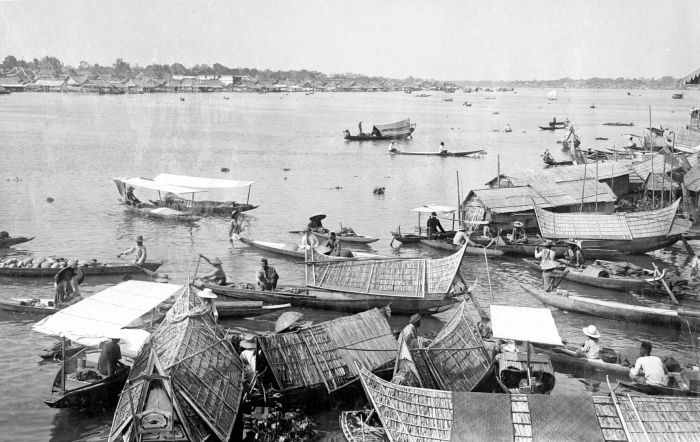
穆西河

穆西河是印尼蘇門答臘南部的河流，河道全長750公里，流經南蘇門答臘省大部分地方，在流經首府巨港後與其他河流匯合，在下游附近形成三角洲。穆西河河床被挖至6.5米深，讓運送石油、橡膠和煤的船隻通過。
1997年，勝安航空185號班機在河口墜毀，機上104名乘客和全體機組人員罹難。

## 外部連結
- Banyuasin Musi River Delta conservation information from the ARCBC